# 渡辺淳之介
渡辺 淳之介（わたなべ じゅんのすけ、1984年〈昭和59年〉10月23日 - ）は、日本の音楽プロデューサー、実業家、作詞家、ファッションデザイナー。株式会社WACKの創業者で元代表取締役。東京都八王子市出身。作詞家としてのクレジットは「JxSxK」。
BiS（新生アイドル研究会）の仕掛人として知られる。桐朋中学校卒業、桐朋高校中退、早稲田大学政治経済学部経済学科卒業。

## 略歴
都内でも有数の進学校に通うも中学2年生の頃に不登校となり、高校2年生で中退。当時バンドを組んでおり、デビューできる自信があったと語っている。しかしその後バンドの解散を機に音楽業界への就職を考え始め、学歴の必要性を感じたため大学入学資格検定を取得し、早稲田大学政治経済学部に入学。
早稲田大学政治経済学部卒業後、デートピアを経て、つばさプラス（現・つばさレコーズ）に入社。A&RとしてBiSやthis is not a business等の活動に携わる。BiSの横浜アリーナでの解散ライブの後、つばさプラスを退社。
2014年8月、株式会社WACKを設立し代表取締役に就任。音楽の『なんでも屋』としてプロデュースからマネージメント、宣伝まで幅広く活動を行う。
アパレルブランドNEGLECT ADULT PATiENTSを立ち上げ、2018年2月24日に同ブランドの実店舗MULTiPLE MANiACSを道玄坂にオープンする。NEGLECT ADULT PATiENTSは日本語に直訳すると「大人な患者は無視」。渡辺淳之介が大人になりきれずに大人になってしまった後悔と“ANTi ADULT”をテーマに作られたブランド。
2021年、ZOCの巫まろとの不倫報道が出る。その後両者とも謝罪をしている。
2022年10月21日より、株式会社ジャパンミュージックシステムと株式会社WACKによる合同マネジメント会社「株式会社JACK」を設立。
2024年8月1日、株式会社WACKの代表取締役を含むすべての役職から退任した。本人によれば、退任の理由は「ロンドン大学ゴールドスミス・カレッジの大学院に合格し、学生ビザで渡英することになったが、経営者・自営業者には同ビザが発給されないため」。

## 活動
- 今まで行ってきたアーティストプロモーションは世界各国でのプロモーション手法をスライスしたものが多い。これについてTwitterでは「常に新しいことをしたいと思いながら人のモノマネばかりしている」と記述している。グッズなどでも有名パンクロックバンドやスケーターブランドなどを想起させるオマージュが多く見られる。
- 過去にthis is not a businessのプロデュースをしており、第一期のボーカルは渡辺本人であった。
- プロモーションについて「戦略として狙ったことが狙い通りにいかないことが多い」と語っている。例としてはBiSの話題の着火剤となった「MY Ixxx」における全裸PVも嬉しい誤算とは言え、狙い通りではなかったとしている。
- BiSにおけるプロモーションは全裸PVや車中泊ツアーなど、当時のアイドル事情からは考えられないほどのセンセーショナルなものが多い。それでいながら「IDOL」とだけプリントされたTシャツをグッズとして売り出すなど、周囲の予想を超える手法を好む。
- BiSのサウンドプロデューサーを務めた松隈ケンタとは大学時代からの深い仲であり、それぞれ会社設立後も親交は続いている。BiSの1stアルバム『Brand-new idol Society』は松隈が制作費を出し原盤権を保有、また、WACK設立の際にも松隈が出資している[7]。WACKのアーティストとして松隈ケンタが所属しており、またCARRY LOOSE以外のWACK所属アーティストの楽曲製作の多くは松隈ケンタが手がけている。
- 実業家、ファッションデザイナーのNIGO®とも友好的な関係であり、解散後の元BiSメンバーであるヒラノノゾミ、ファーストサマーウイカが所属するユニット・BILLIE IDLE®の共同プロデュースも行っていた。
- 2016年4月28日、自伝としてMOBSPROOF EX「渡辺淳之介 アイドルをクリエイトする」（宗像明将・著、河出書房新社）発売。長時間に渡る丁寧な取材と関係者へのインタビューなどで構成されている[8]。

## 手掛けたアーティスト
- BiSH
- BiS
- プー・ルイ
- GANG PARADE
- BILLIE IDLE®
- this is not a business
- ExWHYZ（元EMPiRE）
- PEDRO
- WAgg
- CARRY LOOSE
- 豆柴の大群
- GO TO THE BEDS
- PARADISES
- the milky tangerine
- 蜜矢
- monogatari（楽曲提供）
- 柏木由紀
- ASP
- ZOC - 2021年。プロデューサー交換（ZOCのプロデュースを渡辺が、BiSのプロデュースを大森靖子が担当）による[9]。
- 都内某所
- KiSS KiSS
- BiTE A SHOCK

## 主な作詞楽曲

### あ行
歌馬之介
- 夢は何千回も逃げていく（松隈ケンタと共作詞）

EMPiRE
- EMPiRE is COMiNG（松隈ケンタと共作詞）
- アカルイミライ
- Black to the dreamlight（松隈ケンタと共作詞）beat mints boyz名義
- SO i YA（MAHO EMPiREと共作詞）
- EMPiRE originals
- ピアス（松隈ケンタと共作詞）
- SELFiSH PEOPLE（松隈ケンタと共作詞）
- SUCCESS STORY（松隈ケンタと共作詞）
- RiGHT NOW
- A journey
- WE ARE THE WORLD
- ORDiNARY
- This is EMPiRE SOUNDS
- HON-NO
- IZA!!

### か行
柏木由紀
- CAN YOU WALK WITH ME??（松隈ケンタと共作詞）
- You and I（松隈ケンタと共作詞）
- Why don't you??

GANG PARADE
- pretty pretty good
- 3rd FLOOR BOYFRIEND（松隈ケンタと共作詞）
- Barely Last（カミヤサキ、松隈ケンタと共作詞）
- Beyond the Mountain（GANG PARADE、松隈ケンタと共作詞）
- GANG PARADE（GANG PARADE、松隈ケンタと共作詞）
- CAR RADIO（松隈ケンタと共作詞）
- BREAKING THE ROAD（松隈ケンタと共作詞）
- GANG 2（松隈ケンタと共作詞）
- CAN'T STOP（松隈ケンタと共作詞）
- LAST（松隈ケンタと共作詞）
- ブランニューパレード（松隈ケンタと共作詞）
- らびゅ（松隈ケンタと共作詞）
- PARADE GOES ON（松隈ケンタと共作詞）
- Priority（松隈ケンタと共作詞）

香取慎吾
- FUTURE WORLD (feat.BiSH)[10]（香取慎吾、松隈ケンタと共作詞・作曲）

CARRY LOOSE
- RAKUEN
- 戻らないように
- にんげん
- CHEER SONG
- CARRY LOOSE
- ANYBODY（豊住サトシと共作詞）

GHOST ORACLE DRIVE
- Human After All
- Long way
- Maintain Maintain
- Broke my stake
- Have you ever seen...
- NO WAY
- SUNDAY

GO TO THE BEDS
- Don't go to the bed（松隈ケンタと共作詞）
- I don't say sentiment（松隈ケンタと共作詞）
- 行かなくちゃ?
- 赤ちゃん
- マジ神

### さ行
SAiNT SEX
- WACK is FXXK（松隈ケンタと共作詞）

椎名ひかり
- MITSU TO BATSU

### た行
超ときめき宣伝部
- SWEET SWEET DAYS（松隈ケンタと共作詞）

DISH//
- SING-A-LONG feat.アイナ・ジ・エンド(BiSH)（松隈ケンタと共作詞）

### は行
halca
- GOING CRAZY NIGHT（松隈ケンタと共作詞）

PARADISES
- GOOD NIGHT
- 終わらない旅（松隈ケンタと共作詞）
- TWINKLE TWINKLE（松隈ケンタと共作詞）
- PLEASE LISTEN TO MY（松隈ケンタと共作詞）
- PARADISES RETURN（松隈ケンタと共作詞）

BiS
- レリビ
- I wish I was SpecIaL
- Hide out cut
- ODD FUTURE
- CHANGE the WORLD
- Happy Birthday（アヤ・エイトプリンスと共作詞）
- BiSBiS（プー・ルイと共作詞）
- NAKODUB
- gives（松隈ケンタと共作詞）
- I can't say NO!!!!!!!（BiS、松隈ケンタと共作詞）
- DiPROMiSE（松隈ケンタと共作詞）
- WHOLE LOTTA LOVE（松隈ケンタと共作詞）
- Don't miss it!!（松隈ケンタと共作詞）beat mints boyz名義
- アゲンストザペイン（松隈ケンタと共作詞）
- Are you ready?（松隈ケンタと共作詞）
- LET'S GO どうも（松隈ケンタと共作詞）
- strawberry girl（マナコ・チー・マナコと共作詞）
- teacher teacher teacher（イトー・ムセンシティ部と共作詞）
- thousand crickets（松隈ケンタと共作詞）
- absolutely meeeeee!!（松隈ケンタと共作詞）
- BiS3（松隈ケンタと共作詞）
- リフレイン（松隈ケンタと共作詞）
- SURRENDER（松隈ケンタと共作詞）
- BiS-どうやらゾンビのおでまし-（松隈ケンタと共作詞）
- STUPiD（松隈ケンタと共作詞）
- DEAD or A LiME（松隈ケンタと共作詞）
- FOOL PROOF（松隈ケンタと共作詞）
- SPiLLED MiLK
- FOR ME（松隈ケンタと共作詞）
- FUCKiNG OUT（トギーと共作詞）
- LAUGH AT ME（松隈ケンタと共作詞）
- BASKET BOX
- KiSS MY ASS（松隈ケンタと共作詞）
- CURTAiN CALL
- イミテーションセンセーション（松隈ケンタと共作詞）
- I WANT TO DiE!!!!!
- IT'S TOO LATE（チャントモンキーと共作詞）
- DiRTY and BEAUTY
- GETTiNG LOST（松隈ケンタと共作詞）
- HiDE iN SEW
- COLD CAKE（作曲にも参加。松隈ケンタと共作曲）
- つよがりさん
- GOiNG ON（松隈ケンタと共作詞）
- TOUCH ME（松隈ケンタと共作詞）
- LOVE
- DA DA DA DANCE SONG（松隈ケンタと共作詞）
- とまらない歌（松隈ケンタと共作詞）
- Hey boy hey girl

BiSH
- スパーク
- BiSH-星が瞬く夜に（BiSH、松隈ケンタと共作詞）
- Primitive（ハシヤスメ・アツコと共作詞）
- ALL YOU NEED IS LOVE（BiSH、松隈ケンタと共作詞）
- BUDOKANかもしくはTAMANEGI（セントチヒロ・チッチ、松隈ケンタと共作詞）
- DEADMAN（BiSH、松隈ケンタと共作詞）
- earth
- オーケストラ（松隈ケンタと共作詞）
- Stairway to me（松隈ケンタと共作詞）
- KNAVE（モモコグミカンパニー、松隈ケンタと共作詞）
- 生きててよかったというのなら（松隈ケンタと共作詞）
- プロミスザスター （松隈ケンタと共作詞）
- My landscape（松隈ケンタと共作詞）
- FOR HiM（松隈ケンタと共作詞）
- PAiNT it BLACK[11]（松隈ケンタと共作詞）beat mints boyz名義
- SCHOOLYARD（松隈ケンタと共作詞）beat mints boyz名義
- HiDE the BLUE（松隈ケンタと共作詞）beat mints boyz名義
- NON TiE-UP（松隈ケンタと共作詞）
- しゃ!!は!!ぬあ!!あぁ。死!!いてぇ。（松隈ケンタと共作詞）beat mints boyz名義
- DiSTANCE（松隈ケンタと共作詞）
- 遂に死
- MORE THAN LiKE（松隈ケンタと共作詞）
- FREEZE DRY THE PASTS（松隈ケンタと共作詞）
- I am me.（松隈ケンタと共作詞）
- NO SWEET（松隈ケンタと共作詞）
- 優しいPAiN（松隈ケンタと共作詞）
- アイデンティティ（松隈ケンタと共作詞）
- CAN YOU??（アイナ・ジ・エンド、松隈ケンタと共作詞）
- GRUNGE WORLD（作曲にも参加。松隈ケンタと共作曲）
- stereo future（松隈ケンタと共作詞）
- KiND PEOPLE
- LETTERS[12]（松隈ケンタと共作詞）
- TOMORROW（松隈ケンタと共作詞）
- ロケンロー（松隈ケンタと共作詞）
- co
- ZENSHiN ZENREi（松隈ケンタと共作詞）
- in case…

PiiiiiiiN
- 容赦なく逃げてった未来
- You & I

プー・ルイ
- Story
- I'm coming!!（松隈ケンタと共作詞）
- KEY ASK
- 普通の恋愛
- I'm in love（プー・ルイ、松隈ケンタと共作詞）

×純文学少女歌劇団
- DESTINY

PEDRO
- NIGHT NIGHT（アユニ・D、松隈ケンタと共作詞）

### ま行
豆柴の大群
- 大丈夫サンライズ（松隈ケンタと共作詞）
- 君以外にモテたい（齊藤美咲と共作詞）
- そばにいてよ Baby angel（松隈ケンタと共作詞）
- トラスト（松隈ケンタと共作詞）
- ガーデニング（ハナエモンスター、宮崎梧郎と共作詞）
- CHANGES（松隈ケンタと共作詞）
- 豆柴の大群- お送りするのは人生劇場-（松隈ケンタと共作詞）
- 今
- I need you

## 主な監督作品

### ミュージックビデオ
- ASP「the MAN CALLiNG」、「M」